# Brochniv-Ossada
Brochniv-Ossada (ukrainien : Бро́шнів-Оса́да) est une commune urbaine de l'oblast d'Ivano-Frankivsk, en Ukraine. Elle compte 5 300 habitants en 2024.